# Flugplatz Achmer

i7
i11
i13

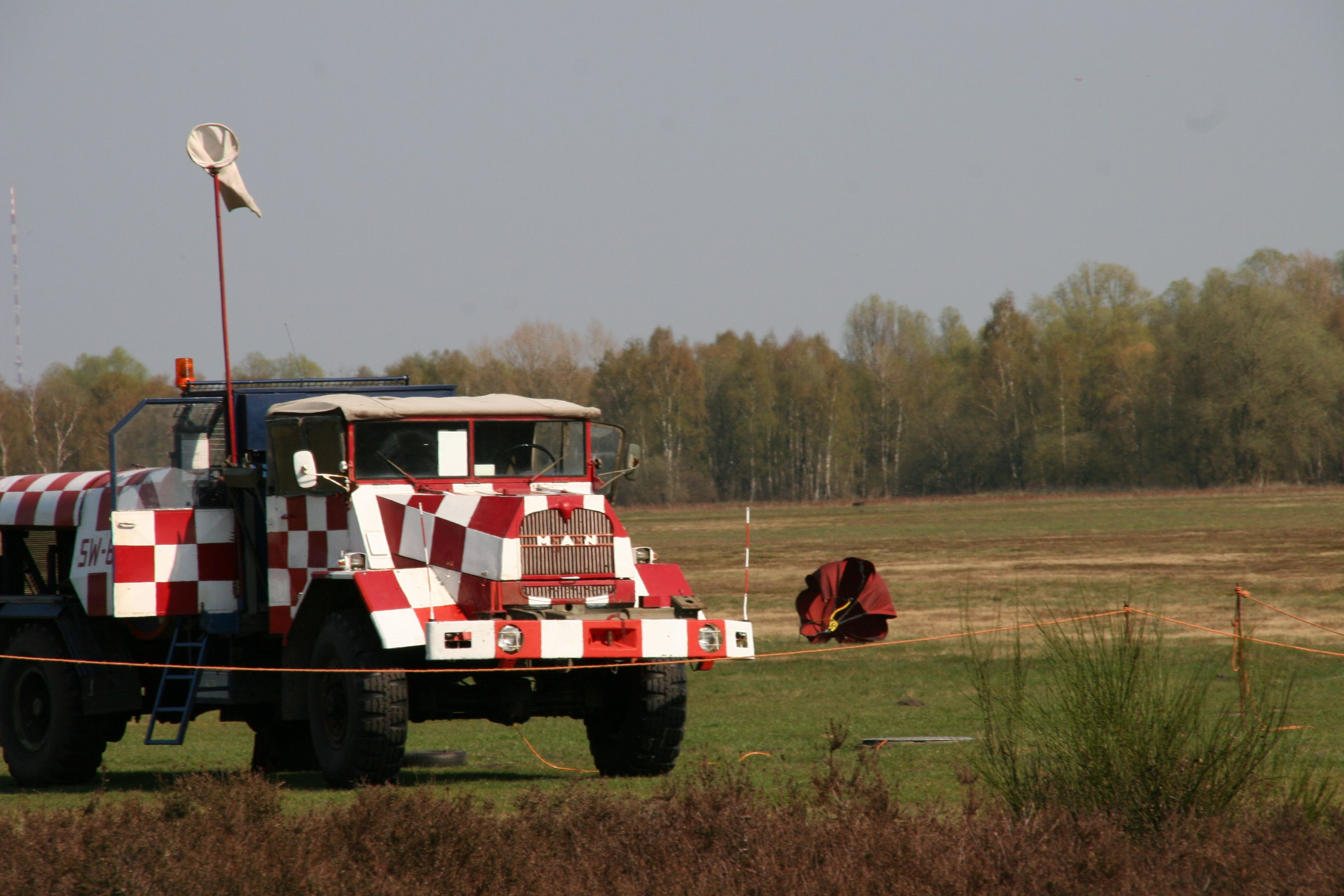
Fahrzeug für Windenstart

Der Flugplatz Achmer (ICAO-Code: EDXA) ist ein Sonderlandeplatz beim niedersächsischen Bramsche.

## Flugbetrieb
Der Flugplatz wird durch den Osnabrücker Verein für Luftfahrt. e. V. genutzt. Flugzeuge bis 2,0 t dürfen betrieben werden.

## Anfahrt
Der Flugplatz liegt vier Kilometer südwestlich von Bramsche im Ortsteil Achmer südlich des Mittellandkanals und westlich der Eisenbahnstrecke Osnabrück-Oldenburg.
Die Landesstraßen L 584 und L 77 liegen in der Nähe.

## Geschichte

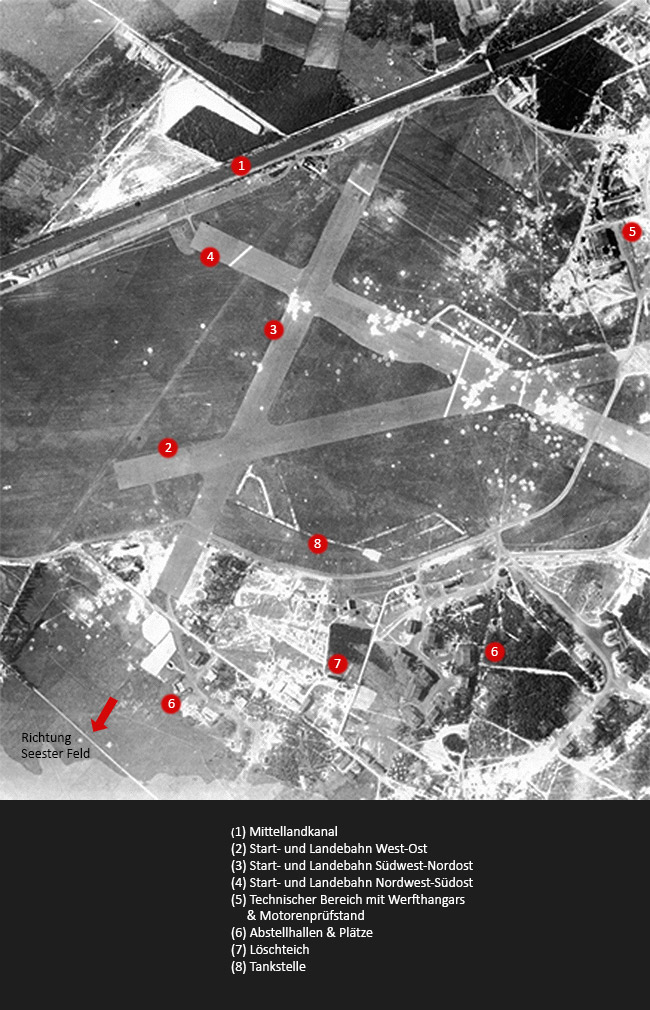
Flugplatz Achmer im 2. Weltkrieg

Im Jahr 1935 wurde mit dem Bau des Flugplatzes Achmer begonnen. Der Deckname für die Anlage lautete „Ahnenkult“.  Im Zweiten Weltkrieg wurde er zum Fliegerhorst mit drei Startbahnen in Triangelform erweitert. Ab 1940 diente die Anlage als Feldflugplatz für Jagdflieger. Im Umfeld baute man weitere Einrichtungen. Südwestlich des Flugplatzes im Bereich Seester Feld wurden ab 1939 3 Flaktürme aus Backstein gebaut und mit 2-cm-Flak-Vierling 38 bestückt. Auf dem Höhenzug Larberger Egge nördlich des Flugplatzes wurden mehrere Flak-Hochstände gebaut. Den Alliierten blieb die Bedeutung des Flugplatzes natürlich nicht verborgen. Sie führten 1944 und 1945 mehrere schwere Bombardierungen der Anlage durch. Am 21. Februar 1944 wurde im Rahmen der sogenannten Big Week durch die US-amerikanische Luftwaffe der Fliegerhorst bombardiert. Der Angriff erfolgte durch einen Verband B-17 Flying Fortress. Kurz darauf, am 23. März und am 8. April 1944, erfolgten 2 weitere Luftangriffe durch Bomber der USAAF. Am 21. März 1945 erfolgte der letzte Angriff mit Bombern auf den Fliegerhorst. Luftwaffenverbände verblieben in Achmer bis März 1945.

## Stationierte Einheiten von 1940 bis 1945
Im August 1940 wurde hier die IV. (Ergänzungs-)Gruppe des Kampfgeschwaders 2 aufgestellt und blieb bis März 1941 hier stationiert. Achmer war zeitweilig als Erprobungsstelle eingesetzt. Es sind unter anderem Versuche mit Abwehrwaffen gegen Bomberverbände durch Focke-Wulf Fw 190-Jäger des Erprobungskommandos 25 durchgeführt worden. 1944 war hier der seinerzeit bekannte Jagdflieger Walter Nowotny stationiert, der am 8. November 1944 nahe Bramsche abgeschossen wurde.
Die folgende Tabelle zeigt eine Auflistung ausgewählter fliegender aktiver Einheiten (ohne Schul- und Ergänzungsverbände) der Luftwaffe die hier zwischen 1940 und 1945 stationiert waren.
| Von            | Bis           | Einheit                                         | Ausrüstung                    |
| -------------- | ------------- | ----------------------------------------------- | ----------------------------- |
| Februar 1940   | März 1940     | II./KG 27 (II. Gruppe des Kampfgeschwaders 27)  | Heinkel He 111                |
| August 1940    | März 1941     | IV./KG 2                                        | Dornier Do 17                 |
| April 1941     | Juli 1941     | II./KG 2                                        | Dornier Do 17, Do 217         |
| September 1941 | Januar 1942   | III./KG 2                                       | Dornier Do 17, Do 217         |
| November 1941  | Dezember 1941 | Stab/KG 2                                       | Dornier Do 217                |
| Januar 1942    | August 1942   | IV./KG 2                                        | Dornier Do 217                |
| September 1943 | April 1944    | Erprobungskommando 25                           | Focke-Wulf Fw 190             |
| Januar 1944    | Juli 1944     | III./KG 2                                       | Dornier Do 217                |
| April 1944     | Mai 1944      | III./KG 3                                       | Junkers Ju 88, Heinkel He 111 |
| August 1944    | Oktober 1944  | Stab und II./KG 30                              | Junkers Ju 88                 |
| September 1944 | Oktober 1944  | III./JG 11 (III. Gruppe des Jagdgeschwaders 11) | Focke-Wulf Fw 190             |
| November 1944  | März 1945     | IV./JG 27                                       | Messerschmitt Bf 109          |
| Januar 1945    | Januar 1945   | II./KG 51                                       | Messerschmitt Me 262          |
| Januar 1945    | März 1945     | Stab und III./KG 76                             | Arado Ar 234                  |

## Eroberung 1945 und Nutzung nach dem Krieg
Anfang April 1945 erreichten britische Verbände die Region und besetzten den Fliegerhorst. Die British Air Force of Occupation nutzte den Platz, den die Alliierten als Airfield B.110 bezeichneten, nach der Eroberung noch eine kurze Zeit weiter als Militärflugplatz, im Sommer 1945 lagen hier Mitchell II/III Bomber des 139. Wing (Geschwaders). Nach dem Krieg entstand ein 10 km² großer Standortübungsplatz der britischen Rheinarmee südlich des Flugplatzes teilweise auf dem Gebiet der angrenzenden Bauerschaft Seeste, Gemeinde Westerkappeln. Pläne des Bundesverteidigungsministeriums aus der Zeit um 1960 sahen vor, hier wieder einen größeren Luftwaffenflugplatz für ein Lufttransportgeschwader zu bauen. Der Landerwerb und Vorarbeiten für den Ausbau fanden bereits statt, später wurden diese Planungen aber nicht mehr weiter verfolgt. Mittlerweile hat die Natur das Gelände sozusagen zurückerobert, von dem alten Fliegerhorst ist nicht mehr viel zu erkennen.